# Toacris yaoshanensis
Toacris yaoshanensis är en insektsart som beskrevs av Tinkham 1940. Toacris yaoshanensis ingår i släktet Toacris och familjen gräshoppor. Inga underarter finns listade i Catalogue of Life.